# Ajkait
Az ajkait (névváltozatban: ajkit) különleges borostyán (ásvány) féleség, nem kristályos (amorf) megjelenésű szerves ásványegyüttesek közé tartozó fosszilis ásvány.

## Kémiai és fizikai tulajdonságai.
- Képlete:C10H16O.
- Szimmetriája: alaktalan, szimmetria nélküli.
- Sűrűsége: 1,05-1,06 g/cm³.
- Keménysége: 2,5 (a Mohs-féle keménységi skála szerint).
- Hasadása: nincs.
- Törése: kagylósan törik, könnyen szétesik, porlad.
- Színe: világos mézsárga, sárga, sötétsárga. vörösesbarna.
- Fénye: gyantafényű.
- Átlátszósága: vékony lemezei áttetszőek, csiszolatban a fényt megtörik.
- Pora:  halványsárga, porítva fehér.
- Különleges tulajdonsága:  alkoholban vagy savakban különböző mértékben oldódik.

## Keletkezése
Különleges borostyánnak sorolják be. Kéntartalma a szokásos borostyánokénál magasabb. A hazai felső kréta korú kőszéntelepek keletkezése során síklápi erdőségekben tenyésző fenyőfélék gyantájából keletkezett. A sötétebb változat oxidációs folyamat eredményeként keletkezett, amire ezen példányok magasabb oxigéntartalma is utal.

### Az ajkait elemi összetétele.
| Tartalom megnevezése. | Világos sárga. | Sötét sárga. | Vöröses barna. |
| --------------------- | -------------- | ------------ | -------------- |
| Szén (C) %            | 81,59          | 80,38        | 79,01          |
| Hidrogén (H) %        | 10,20          | 11,00        | 9,89           |
| Oxigén (O)%           | 6,34           | 7,20         | 9,61           |
| Kén (S) %             | 1,87           | 1,42         | 1,49           |

## Előfordulásai
Az ajkai kréta-kori barnakőszén telepes rétegsora összességében 120 méter vastag.
A termelésbevont három telepből a középső telep tartalmazza a legnagyobb mennyiségben. Ezt a telepet I. sz. telepnek, Borostyántelepnek régebben Gyantás-telepnek nevezik, de kisebb mértékben a többi széntelepben is megtalálható. A legalsó úgynevezett fekü telepben gyakran rovarmaradvány fosszíliákkal található. Az Ajka melletti Csingervölgyben 1865-ben kezdték el a bányászatot. 1866-ban Hantken Miksa és Szabó József ismertették a "borostyánkő szerű gyanta" ásványt. Az ásványt apró lencsékben, gyakran borsószerű behintésben, ritkábban diónyi darabokban találták meg. Színe a világos mézsárgától a kénsárga árnyalaton át a vörösesbarna színekben is előfordul. A csingervölgyi bányákon kívül (Ármin akna, Kossuth akna, Jókai bánya) az azonos földtani keletkezésű és korú padragi bányákban is megtalálható (Táncsics akna, Hunyadi akna).

## Kísérő ásványok
A kőszéntelepek jellemző ásványai.